# Sirdal
Sirdal est une kommune de Norvège. Elle est située dans le comté d'Agder.

## Personnalités liées
- L'aventurière et écrivain britannique Vivienne de Watteville a séjourné à diverses reprises avec son père à Sirdal dans sa jeunesse.